# 결정계
결정계(結晶系)란 공간군을 그것이 가진 대칭성과 병진 대칭성에 따라 분류한 것이다. 주로 결정학에서 결정을 분류하는 데 쓰이지만 그 자체로 3차원 유클리드 기하학의 한 주제이기도 하다.
액체를 냉각시키면 분자들의 운동이 느려지다가, 마침내 어떤 온도 이하에서는 분자들이 일정한 배열을 이루게 되고 자유로이 돌아다닐 수 없게 된다. 이런 분자(또는 원자)들의 규칙적인 배열의 결과로 평면들로 둘러싸인 모양을 가지게 된 균일한 물질을 결정이라고 한다. 예를 들어, 소금물을 증발시키면 소금이 작은 정육면체들로 석출되는데, 정사각형 평면들로 둘러싸인 이 정육면체들이 소금의 결정인 것이다. 또, 붕산의 결정은 육각형의 얇은 판자 모양이고. 명반의 결정은 팔면체이다. 이와 같이, 결정의 형태는 물질의 종류에 따라 정해져 있다. 그리고 이들 결정은 그 모양의 특징에 따라 몇 개의 그룹으로 분류된다.
지금 염화나트륨 결정(정육면체)의 중심을 지나 각각의 면에 수직인 축을 생각해 보자. 이것들을 a축, b축, c축이라 하고, b축과 c축이 이루는 각을 α, a축과 c축이 이루는 각을 β, a축과 b축이 이루는 각을 γ라고 하면, 염화나트륨 결정의 경우는 α=β=γ이고, 이 각은 모두 90°이다. 또 중심으로부터 각 면에 이르는 a축의 길이를 a, b축의 길이를 b, c축의 길이를 c라고 하면 a=b=c, 즉, 길이가 같은 3축이 직교하는 것이 된다. 이와 같은 성질은 정육면체가 아니라 정팔면체인 명반의 결정에서도 성립된다, 그리하여 이러한 성질을 가진 결정을 일컬어 정방정계(또는 등축 정계)라고 한다. 육각형 결정에서는 전체의 모양이 육각형이라고 하면 축(결정축)은 4개가 된다. 위·아래에 있는 정육각형의 중심을 지나는 축(c축)에 대하여 다른 3개의 축이 이루는 각은 직각이지만, 3개의 축은 서로 60˚의 각도로 교차하고 있다. 즉, 길이가 같은 3축이 60˚로 교차하고, 이들 축이 만드는 면에 길이가 다른 네번째 축이 직교하고 있다. 이와 같은 성질을 가지는 결정을 정방정계라고 한다. 이와 같이, 축의 길이나 그것이 교차하는 각도의 유형에 따라 결정은 아래 그림과 같이 다음의 같은 7가지 결정계로 나뉜다.
- 삼사정계 : 다른 결정계에 속하지 못하는 모든 공간군을 포함한다. 대칭성이 없거나 반전대칭만이 존재한다.
- 단사정계 : 하나의 축에 2회전 대칭 혹은 거울면이 있는 경우 단사정계에 포함된다.
- 사방정계 : 세 개의 축에 2회전 대칭이 있거나 하나의 축에 2회전 대칭이 있으면서 다른 두 개의 축에 거울면이 있는 경우 사방정계에 포함된다.
- 정방정계 : 하나의 축에 4회전 대칭이 있는 경우 정방정계에 포함된다.
- 삼방정계 : 하나의 축에 3회전 대칭이 있는 경우 삼방정계에 포함된다.
- 육방정계 : 하나의 축에 6회전 대칭이 있는 경우 육방정계에 포함된다.
- 입방정계 : 세 개의 축에 4회전 대칭이 있는 경우 입방정계에 포함된다.

| 결정계   | 결정족의 수 | 브라베 격자의 수 | 공간군의 수 |
| 삼사정계 | 2           | 1                | 2           |
| 단사정계 | 3           | 2                | 13          |
| 사방정계 | 3           | 4                | 59          |
| 정방정계 | 7           | 2                | 68          |
| 삼방정계 | 5           | 1                | 25          |
| 육방정계 | 7           | 1                | 27          |
| 입방정계 | 5           | 3                | 36          |
| 총계     | 32          | 14               | 230         |

## 같이 보기
- 결정학
- 브라베 격자
- 결정학적 점군
- 공간군